# Rossia

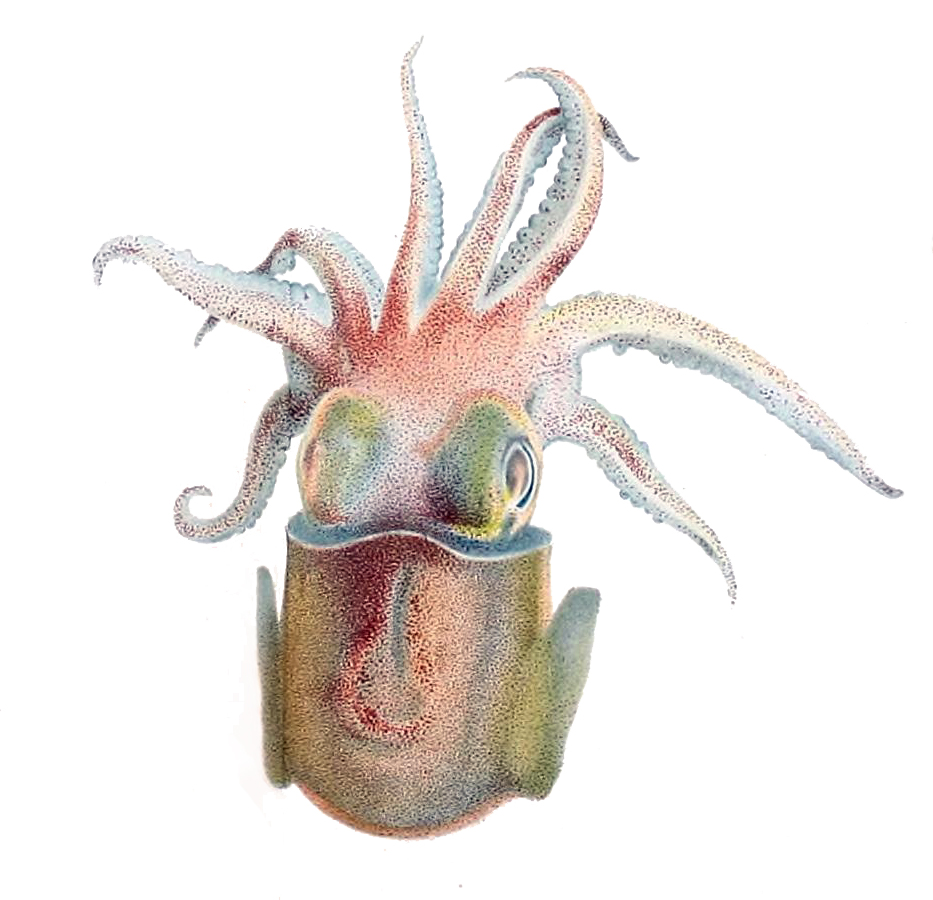
Rossia macrosoma

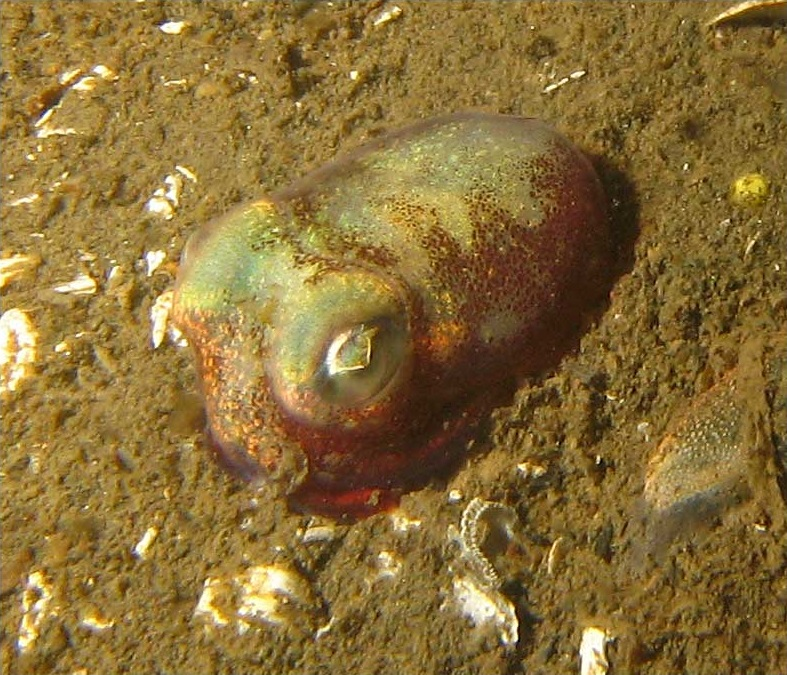
Rossia pacifica

Rossia (лат.) — род головоногих моллюсков из семейства сепиолиды (Sepiolidae). Около 10 видов.

## Распространение
Встречаются на глубинах более 50 м (нижняя сублитораль и батиаль) в водах Арктики, бореальной части Атлантического и Тихого океанов, и в тропической западной части Атлантики.

## Описание
Мелкие головоногие моллюски, длиной как правило менее 50 мм. На обычных щупальцах от 6 до 12 рядов крупных или среднего размера присосок. Щупальца с расширенной неизогнутой булавой. Гектокотилизированы обе спинные руки. Гладиус развит. Светящиеся органы на чернильном мешке и папиллоивидные железы по бокам прямой кишки отсутствуют. Голова и передний край мантии не срастаются на спинной стороне. Род был впервые выделен в 1834 году английским зоологом и палеонтологом Сэром Ричардом Оуэном (Richard Owen; 1804—1892). Описание было сделано по материалам, полученным в ходе полярной экспедиции 1829—1833 годов английского моряка Джона Росса (John Ross; 1777—1856) и его племянника Джеймса Кларка Росса (James Clark Ross; 1800—1862).

## Систематика
- Rossia brachyura Verrill, 1883
- Rossia bullisi G. L. Voss, 1956
- Rossia glaucopis Lovén, 1845
- Rossia macrosoma (Delle Chiaje, 1830)
- Rossia megaptera A. E. Verrill, 1881
- Rossia moelleri Steenstrup, 1856
- Rossia mollicella Sasaki, 1920
- Rossia pacifica S. S. Berry, 1911 — Тихоокеанская россия
  - Rossia pacifica diegensis
  - Rossia pacifica pacifica
- Rossia palpebrosa Owen, 1834typus
  - =Rossia glaucopis Lovén, 1845
- Rossia tortugaensis G. L. Voss, 1956